# Cargo 200
Cargo 200 (en ruso: Груз 200, Gruz 200) es una película de suspense rusa de 2007 dirigida por Alekséi Balabánov que representa a la sociedad soviética. La acción se desarrolla durante la culminación de la guerra soviética en Afganistán en 1984. El título de la película «Cargo 200» se refiere a los ataúdes de zinc en los que los soldados soviéticos muertos fueron enviados a casa. La película podría estar basada en una historia real.

## Sinopsis
Artemy (Leonid Grómov), profesor de ateísmo científico en la Universidad Estatal de Leningrado, visita a su hermano en un pueblo pequeño. Allí conoce a Valery (Leonid Bichevin), un joven que está saliendo con su sobrina y ha venido a llevarla a una fiesta. En el camino de vuelta de Léninsk a Leningrado, el automóvil de Artemy se descompone y entra en una granja aislada para obtener ayuda. Artemy habla con el dueño de la granja, Alexey (Alekséi Serebryakov). Los dos beben alcohol casero y discuten sobre la fe en Dios y la retribución de los pecados, el profesor que defiende la cosmovisión ateísta soviética. Artemy también se encuentra con la esposa de Alexey, Antonina (Natalya Akímova), así como Sunka (Mijaíl Skryabin), un trabajador vietnamita que trabaja en la granja, que parece ser prácticamente un esclavo personal de Alexey, y un tercer extraño que no se explica en el momento. El trabajador de Sunka finalmente arregla el automóvil de Artemy y el profesor conduce. Como está demasiado ebrio, prefiere volver con su hermano.
Mientras tanto, Valery va a una fiesta solo, ya que su novia (la sobrina de Artemy) necesita estudiar. En el concierto, Valery conoce a otra amiga estudiante de su nombre, Angelika (Ágniya Kuznetsova), hija de un alto funcionario del Partido Comunista, y beben juntos. Después de la fiesta, en busca de más alcohol, Valery conduce con ella a una granja de moonshiners, que resulta ser la misma granja que Artemy había visitado antes. Valery le dice a Angelika que se quede en el auto mientras él toma el alcohol. Sin embargo, en lugar de regresar directamente al automóvil, se emborracha sin sentido con el alcohol ilegal, Alexey. Angelika, esperando en el auto, se da cuenta de que está siendo observada por un hombre extraño. Ella se asusta y trata de obtener ayuda de Antonina, que le da a la niña una escopeta y la esconde en un granero. El extraño, que resulta ser un oficial de policía, el Capitán Zhúrov (Alekséi Poluyán), entra al establo y le quita el arma. Cuando Sunka intenta defender a la niña, Zhúrov lo mata y luego viola a la niña con una botella (parece que él mismo es impotente). Por la mañana la esposa y la lleva a su apartamento en Léninsk y la mantiene esposada a una cama en su habitación, vigilada por su madre alcohólica trastornada, mientras él trae criminales locales de poca monta para violarla, matando a uno después de que él no puede "complacer" a la niña. La niña amenaza con que su prometido, que es un paracaidista del ejército, la salve. El Capitán Zhúrov descubre, sin embargo, que su novio acaba de morir en Afganistán. Se las arregla para llevar el ataúd forrado de zinc a su apartamento, donde lo abre y tira el cadáver en la cama junto a la niña que grita.
Alexey el moonshiner es arrestado por el asesinato de su Sunka. El Capitán Zhúrov visita a Alexey en su celda y lo convence de echarle la culpa del crimen a cambio de algunos favores inexplicables. Alexey recibe una visita de su esposa Antonina y le explica por qué tiene que aceptar confesar. Antonina conoce a Artemy, el profesor cuyo testimonio puede exonerar a su esposo, pero Artemy se niega a testificar ya que eso pondría en peligro su carrera académica. Alexey es condenado, sentenciado a la pena de muerte y ejecutado sumariamente. Antonina toma una escopeta y va al departamento de Zhúrov, donde se encuentra con Angelica gritando todavía encadenada a la cama junto a los cadáveres podridos. Ella dispara y mata a Zhúrov, luego se va sin intentar ayudar a la chica. Mientras tanto, Artemy ingresa a una iglesia y pide ser bautizado. En las últimas escenas, Valery (que escapó ileso de todo el asunto y sin que nadie sepa que él sepa nada), se muestra discutiendo propuestas comerciales con un amigo suyo (el hijo de Artemy, eslavo). Los dos están entusiasmados con la cantidad de dinero que se puede hacer en el país en desintegración.

## Música
En la película aparecen varias canciones que fueron muy populares durante la Unión Soviética en los años 1970 y 1980:
| Artista              | Canción                     |
| -------------------- | --------------------------- |
| Ariel                | "V krayu mahnolyy"          |
| Zemlyane             | "Trava u doma"              |
| DK                   | "Novyy povorot"             |
| Yuri Loza y Zodchiye | "Plot"                      |
| Kola Beldy           | "Uvezu tebya ya v tundru"   |
| Golubyye molnii      | "Dembel’skaya"              |
| Afric Simone         | "Hafanana"                  |
| Pesniary             | "Vólogda"                   |
| Kinó                 | "Vremya yest', a déneg net" |

## Recepción
Wally Hammond de Time Out le dio a la película una revisión en su mayoría positiva, afirmando: "Si esta visión magníficamente dirigida y bien dirigida del infierno es una dirección desesperada del estado de la nación o una sorprendente llamada de atención espirita no está claro, lo que es cierto, sin duda ofrece el paseo fantasmal más extraño de este año". Vadim Rizov de Village Voice le dio a la película una crítica positiva, alabando la dirección, las actuaciones y la capacidad de la película para mantener su tensión durante todo el tiempo de ejecución, llamándolo "un retrato inquebrantable de la lúgubre vileza de la Rusia soviética en 1984". La trama de la película se parece a la novela Sanctuary de William Faulkner, que se estableció en Misisipi en 1929.

### Premios
Ganados:
- 2007 - Festival Internacional de Cine de Gijón, mejor director (Alekséi Balabánov)
- 2008 - Festival Internacional de Cine de Róterdam: premio KNF (Alekséi Balabánov)[7]

Nominado:
- 2007 - Festival Internacional de Cine de Gijón: Grand Prix Asturias (Alekséi Balabánov])
- 2007 - Sochi Open Russian Film Festival: Grand Prize of the Festival (Alekséi Balabánov)
- 2007 - Premios del Gremio Ruso de Críticos de Cine: mejor película[8]